# Shlomo Rubin
Shlomo Rubin (1823-1910) foi um pedagogo austríaco.
Nasceu em uma família hassídica; Seus pais, preparando o filho para se tornar rabino, deram-lhe uma educação religiosa tradicional. Fascinado pelas ideias da Haskalah, Rubin recusou o cargo de rabino que lhe foi oferecido e ingressou (1847) na “Technische Akademie” (escola comercial) de Lvov, depois abriu uma escola particular em Bolekhiv. Mais tarde, morando na cidade de Zhuravne, onde deu aulas de alemão e francês, Rubin escreveu sua primeira obra literária, “Küre Akabisch”, dirigida contra os inimigos do Iluminismo. Os ortodoxos locais, tendo aprendido sobre o conteúdo herético do manuscrito, ameaçaram-no com represálias e Rubin destruiu o manuscrito. No entanto, ele logo conseguiu expressar sua atitude entusiástica em relação aos ideais da Haskalah no prefácio de sua tradução hebraica publicada das cartas filosóficas de Schiller (“Ben Oni”, 1851). Perseguido por pensar livremente pelos hassidim locais, Rubin deixou a Galiza e se estabeleceu em Galati (Romênia), onde, trabalhando como contador, dedicou seus tempos livres à literatura. Ele manteve correspondência literária com I. Reggio e com Karl Gutzkow, cujo famoso drama (“Uriel Acosta”) Rubin publicou em uma tradução hebraica (1855).
Fascinado pela filosofia de Spinoza, Rubin dedicou-lhe o seu primeiro trabalho científico, “More Nebuchim he-Chadasch” (1857), no qual tentou provar que as opiniões de Spinoza eram muito semelhantes ao espírito do judaísmo puro. Esta declaração provocou um protesto de S. D. Luzzatto, que acreditava que a visão de mundo de Spinoza era diametralmente oposta à visão de mundo do Judaísmo. O panfleto de Rubin, Teschubah Nizzachat (1859), foi uma resposta aos ataques de Luzzatto.
Em 1859, Rubin tornou-se diretor da escola pública judaica em Bolekhov, mas logo foi forçado a deixar sua terra natal novamente; estabeleceu-se em Ostrog (província de Volyn), onde foi professor na casa de um homem rico local. Nessa época, Rubin participou ativamente de diversas publicações judaicas, onde publicou diversos estudos científicos.
Com a mudança para Viena (1865), teve início o período mais frutífero da atividade literária de Rubin. Além de uma série de monografias publicadas em “Ha-Meliz”, “Kochbe Izchak” e outros, Rubin traduziu para o hebraico a obra italiana de Leone da Modena sobre o ritual judaico (“Schulchan Aruch”, 1867, com notas de A. Jellinek), publicou em alemão o livro “Spinoza und Maimonides” (1869), pelo qual foi premiado Diploma de doutorado honoris causa. Com a assistência ativa de Rubin P. Smolenskin fundou a revista “Ha-Schachar”, na qual Rubin publicou oito trabalhos científicos que lhe trouxeram grande fama entre o público leitor:
1. "Sefer ha-Jobalim" (Livro dos Jubileus, 1869);
2. “Geon Jehudah wi Jeruschalaim” (sobre a estrutura interna e a vida doméstica dos judeus da era bíblica, 1870);
3. "Maasse Bereschith" (sobre cosmogonia entre os fenícios, 1872);
4. "Menachem ha-Babli" (sobre os ensinamentos dos Maniqueístas e Gnósticos, 1873);
5. “Sod ha-Sefirot” (sobre o simbolismo dos números entre diferentes nações, 1873);
6. "Sefer Jezirah" (na pedra da sabedoria, 1874);
7. “Mecholat ha-Mawet” (sobre a dança de São Vito, 1878);
8. "Maasse Merkabah" (sobre profecia e angelologia).

Edições subsequentes:
1. "Berosi ha-kasdi" (sobre Assiriologia, 1882),
2. “Maasse Taatuim” (1887, traduzido para o alemão por I. Stern sob o título “Geschichte des Aberglaubens”, Leipzig, 1888),
3. "Jesod Nistere ha-Akum" (1888, tradução alemã sob o título "Heidenthum und Kabbala", 1893),
4. “Ez ha-Daat be-Gan-Eden” (a história da árvore do conhecimento entre os povos antigos, 1891),

Em todas essas obras, Rubin lutou contra preconceitos e superstições. Operando com extenso material científico, Rubin, usando o método comparativo, tentou persistentemente provar que a maioria das tradições e crenças judaicas, cercadas por uma aura de santidade, foram emprestadas de outros povos e que havia uma estreita continuidade entre a cultura dos judeus e outros povos.
Em 1870, Rubin mudou-se de Viena para Nápoles, onde passou dois anos como professor na casa de um rico comerciante do Cairo. Durante esse tempo, ele traduziu Dialoghi di amore, de Yehuda Abrabanel, para o alemão.
Depois de passar vários anos como professor na casa de Polyakov em Taganrog, Rubin retornou novamente a Viena em 1878, onde em 1885 publicou uma sensacional tradução hebraica da “Ética” (“Cheker Eloah”) de Spinoza, equipada com um extenso prefácio e numerosas notas.
Rubin também publicou:
1. "Hegjone Spinoza"
2. "Halazot Luzian"
3. "Jalkut Schelomoh"
4. "Segulot Baale ha-Chajim"
5. "Segulot ha-Zemachim"
6. "Agadah und Kabbalah" (em alemão) e muitos outros.

Muitos dos manuscritos de Rubin permaneceram inéditos. Passou os últimos quinze anos de sua vida em Cracóvia, onde morreu em 1910.
Após a morte de Rubin, a editora Tushiya  começou a reimprimir suas obras selecionadas.